# Чемпіонат Південної Америки з футболу 1945
Чемпіонат Південної Америки з футболу 1945 року — вісімнадцятий розіграш головного футбольного турніру серед національних збірних Південної Америки.
Турнір відбувався у Сантьяго, столиці Чилі, з 14 січня по 28 лютого 1945 року. Переможцем всьоме стала збірна Аргентини.
Цей розіграш був додатковим, тому переможець не отримав жодних нагород, проте пізніше турнір був визнаний КОНМЕБОЛ (як і всі інші додаткові) офіційним чемпіонатом.

## Формат
Відбірковий турнір не проводився. Від участі у турнірі відмовилась Болівія і Колумбія. В підсумку у турнірі взяло участь сім учасників: Аргентина, Бразилія, Чилі, Еквадор, Перу, Парагвай і Уругвай, які мали провести один з одним матч за круговою системою. Переможець групи ставав чемпіоном. Два очки присуджувались за перемогу, один за нічиєю і нуль за поразку. У разі рівності очок у двох лідируючих команд призначався додатковий матч.

## Стадіони
| Сантьяго             |
| Національний стадіон |
| Місткість: 70,000    |
|                      |

## Підсумкова таблиця
| Збірна    | І | В | Н | П | ГЗ | ГП | Р   | О  |
| --------- | - | - | - | - | -- | -- | --- | -- |
| Аргентина | 6 | 5 | 1 | 0 | 22 | 5  | +17 | 11 |
| Бразилія  | 6 | 5 | 0 | 1 | 19 | 5  | +14 | 10 |
| Чилі      | 6 | 4 | 1 | 1 | 15 | 5  | +10 | 9  |
| Уругвай   | 6 | 3 | 0 | 3 | 14 | 6  | +8  | 6  |
| Колумбія  | 6 | 1 | 1 | 4 | 7  | 25 | −18 | 3  |
| Болівія   | 6 | 0 | 2 | 4 | 3  | 16 | −13 | 2  |
| Еквадор   | 6 | 0 | 1 | 5 | 9  | 27 | −18 | 1  |

| 14 січня  | Чилі      | 6 | 3 | Еквадор   |
| 18 січня  | Аргентина | 4 | 0 | Болівія   |
| 18 січня  | Бразилія  | 3 | 0 | Колумбія  |
| 21 січня  | Чилі      | 5 | 0 | Болівія   |
| 24 січня  | Уругвай   | 5 | 1 | Еквадор   |
| 28 січня  | Уругвай   | 7 | 0 | Колумбія  |
| 28 січня  | Бразилія  | 2 | 0 | Болівія   |
| 31 січня  | Чилі      | 2 | 0 | Колумбія  |
| 31 січня  | Аргентина | 4 | 2 | Еквадор   |
| 7 лютого  | Аргентина | 9 | 1 | Колумбія  |
| 7 лютого  | Бразилія  | 3 | 0 | Уругвай   |
| 11 лютого | Болівія   | 0 | 0 | Еквадор   |
| 11 лютого | Чилі      | 1 | 1 | Аргентина |
| 15 лютого | Уругвай   | 2 | 0 | Болівія   |
| 15 лютого | Аргентина | 3 | 1 | Бразилія  |
| 18 лютого | Колумбія  | 3 | 1 | Еквадор   |
| 18 лютого | Чилі      | 1 | 0 | Уругвай   |
| 21 лютого | Болівія   | 3 | 3 | Колумбія  |
| 21 лютого | Бразилія  | 9 | 2 | Еквадор   |
| 25 лютого | Аргентина | 1 | 0 | Уругвай   |
| 28 лютого | Бразилія  | 1 | 0 | Чилі      |

## Чемпіон
| Чемпіон Південної Америки 1945 |
| ------------------------------ |
| Аргентина 7-й титул            |

## Найкращі бомбардири
6 голів
- Норберто Мендес
- Елено де Фрейтас

5 голів
- Адемір
- Хуан Алькантара
- Атіліо Гарсія

4 голи
- Рінальдо Мартіно
- Рене Понтоні
- Гільєрмо Клаверо
- Віктор Агуайо

3 голи
- Десідеріо Медіна
- Роберто Порта